# Atari Karts
Atari Karts is een racespel voor de Atari Jaguar, ontwikkeld door Miracle Designs. Het computerspel werd op 22 december 1995 uitgebracht door Atari.

## Gameplay
De gameplay van het spel is voornamelijk te vergelijken met die van Super Mario Kart. Het spel bevat vier moeilijkheidsgraden, elk met drie competities. Nadat alle competities van een moeilijkheidsgraad zijn voltooid moet de speler het opnemen tegen de eindbaas, welke na het winnen van de race een speelbaar personage wordt.

## Trivia
- De Borregas Cup verwijst naar het voormalige hoofdkantoor van Atari. Deze was gelegen op 1196 Borregas Avenue in Sunnyvale.
- De Tempest Cup verwijst naar het computerspel Tempest, een arcadespel van Atari uit 1981.
- De Miracle Race verwijst naar de ontwikkelaar van het spel, Miracle Designs.

## Ontvangst
| Beoordeeld door                 | Datum           | Score |
| ------------------------------- | --------------- | ----- |
| neXGam                          | 1995            | 76%   |
| IMPLANTgames                    | 31 januari 2010 | 70%   |
| GamePro (USA)                   | april 1996      | 60%   |
| Electronic Gaming Monthly (EGM) | maart 1996      | 53%   |
| Game Zero                       | maart 1996      | 40%   |
| The Video Game Critic           | 8 november 2002 | 25%   |